# Melinda i Melinda
Melinda i Melinda – amerykański film z 2004 roku w reżyserii Woody’ego Allena. Opiera się na pomyśle Allena, aby w jednym obrazie opowiedzieć tę samą historię na dwa sposoby jako komedię i dramat.

## Fabuła
Punktem wyjścia dla fabuły jest spotkanie czterech osób w pewnej nowojorskiej kawiarni, podczas którego ktoś opowiada anegdotę o dziewczynie imieniem Melinda. Dwóch biorących udział w rozmowie pisarzy postanawia na poczekaniu wymyślić rozwinięcie tej historii – jeden w tonacji komicznej, a drugi tragicznej. Oglądamy więc dwie równoległe opowieści, wszakże z wieloma elementami wspólnymi.

## Obsada
- Radha Mitchell jako Melinda
- Will Ferrell jako Hobie
- Chiwetel Ejiofor jako Ellis
- Amanda Peet jako Susan
- Chloë Sevigny jako Laurel
- Steve Carrell jako Walt

## Produkcja i przyjęcie rynkowe
Film został wyprodukowany przez Fox Searchlight Pictures, oddział 20th Century Fox zajmujący się kinem niezależnym i artystycznym. Producentem wykonawczym była firma Gravier Productions. Nie jest znany jego dokładny budżet. Dystrybucja kinowa przyniosła ok. 20 mln dolarów przychodu, z czego ok. 80% wygenerowało jego wyświetlanie poza Stanami Zjednoczonymi. W samych USA był pokazywany zaledwie na niespełna 100 ekranach, co wiąże się z faktem uznawania Allena za twórcę zdecydowanie zbyt niszowego, aby mógł przyciągnąć szersze rzesze amerykańskiej publiczności.